# 好沙皇，坏贵族老爷
「好沙皇，坏贵族老爷」（羅馬化：Tsar khoroshiy, boyarie plokhiye），又译「好沙皇，壞波雅爾」 ，有時亦稱天真的君主主義，是俄羅斯的政治現象，即把俄羅斯政府的正面舉動認為是俄羅斯領導人的功勞，而政府的負面舉動則視同領導人不知情時的下級官僚所為。這個術語源自俄羅斯帝國，後用於指稱蘇聯和後蘇聯俄羅斯聯邦的領導人，特別是在弗拉迪米爾·普丁執政期間。

## 發展
在俄羅斯帝國，出現了後稱為「好沙皇，壞貴族老爺」的概念。作為君權神授的一部分，俄國當局刻意塑造仁慈、仁愛的沙皇形象。帝國的規模有助於建立這個形象，因為俄羅斯大部分人口居住在遠離首都的農村地區。相較之下，擔任官僚職務的貴族成員波雅爾距離農民較近，對廣大民眾來說更為親近。因此，民眾的異議主要針對波雅爾，而不是沙皇。

## 歷史

### 俄羅斯帝國
在俄羅斯帝國時期，「好沙皇，壞貴族老爺」的觀念被幾位俄羅斯沙皇所實踐，其中包括伊凡雷帝和彼得大帝。他們採取了一些象徵性的行動來強化這種觀點，例如公開羞辱或處決貴族和官僚成員。
這一現象在尼古拉二世統治期間受到了嚴峻的考驗，首先是霍登卡練兵場慘案，即在他加冕期間發生的踩踏事件。由於帝國持續的不穩定，認為官僚主義是災難根源的觀念在1905年血腥星期日抗議事件後遭到嚴重破壞。抗議期間，由格奧爾基·加邦神父率領的一群人遊行到冬宮，試圖向皇帝提供官僚不當行為的證據。抗議者隨後遭到俄羅斯禁衛軍成員的射擊，造成大量傷亡，並引發了旨在推翻政府的大規模暴力抗議活動。血腥星期日之後，尼古拉二世的支持率嚴重下降，最終導致推翻君主制的俄國革命。

### 蘇聯
俄國革命後，天真的君主主義這一概念再度興起，並在大清洗期間應用於蘇聯領導人約瑟夫·史達林。大清洗的受害者經常給史達林寫信，相信他在得知冤假錯案後會改正錯誤。後來，列昂尼德·布里茲涅夫運用了這個概念，他希望別人以這種方式來紀念自己。
這種現象也出現在蘇聯政府對待過去統治者的方式中；俄國作家維克托·涅克拉索夫在分析謝爾蓋·愛森斯坦1944年的電影《伊凡雷帝》時使用了「好沙皇，壞貴族老爺」這個短語。

### 俄羅斯聯邦
自蘇聯解體以來，「好沙皇，壞貴族老爺」的形象就一直沿用於俄羅斯總統弗拉迪米爾·普丁身上，並構成其公眾形象的重要組成部分。普丁刻意建立自己「好沙皇」的形象，包括公開羞辱地方官員，並展示他繞過地方官僚機構解決地方問題的能力。瑞典國際事務研究所研究員娜塔莉亞·馬蒙托娃在對這一現象的研究中指出，大多數俄羅斯人不再完全相信這個概念，但他們公開表達對它的信念，要麼是因為害怕被政府針對，要麼是為了增加對地方官員的壓力。
2023年瓦格納集團兵變後，這一概念再次受到關注，當時瓦格納集團指揮官葉夫根尼·普里格津向俄羅斯首都莫斯科進軍。普里格津稱普丁是受到將軍和寡頭的操縱而入侵烏克蘭的言論，被自由歐洲電台記者史蒂夫·古特曼等解讀為反映了天真的君主主義情緒。

## 俄羅斯以外的運用
除俄羅斯外，其他後蘇聯國家的領導人也採用過這種現象，而且該詞偶爾也被用作貶義詞。挪威國際事務研究所2015年的一項研究發現，這種概念在亞塞拜然也存在，儘管其他政府機構不受歡迎，但伊利哈姆·阿利耶夫在亞塞拜然卻很受歡迎。